# Jan Bilot
Jan Bilot (ur. 24 września 1898 w Osłoninie, zm. 1940 r. w Twerze) – kaszubski pisarz.  

## Życiorys
Na świat przyszedł jako syn Bernarda i Julianny  z domu Tessemann. W 1912 ukończył naukę w niemieckiej szkole powszechnej, po której pomagał rodzicom w prowadzeniu gospodarstwa rolnego. Podczas I wojny światowej służył w pruskiej marynarce wojennej na torpedowcu. Dwaj starsi bracia Jana zginęli na wojnie. Po wojnie Bilot kontynuował edukację. W 1925 roku uzyskał w Pelplinie kwalifikacje do wykonywania zawodu nauczyciel. W 1928 wyjechał do Warszawy i podjął pracę w policji. W latach 30. został zatrudniony jako policjant na Kresach Wschodnich, najpierw w Zełene, a następnie w Kosowie. 17 września 1939  Jan Bilot został aresztowany przez Sowietów i osadzony w obozie jenieckim w Ostaszkowie. W 1940 skazano go na śmierć przez zastrzelenie. Pochowany został na Polskim Cmentarzu Wojennym w miejscowości Miednoje.
Był mężem  Marii z domu Gurskiej, ojcem Ludmiła i Haliny zmarłej jako dziecko na zesłaniu.
Opowiadania Bilota publikowane były między innymi w periodykach: "Przyjaciel ludu kaszubskiego", "Bënë buten", "Gryf", "Gryf Kaszubski", "Zrzesz Kaszëbskô".
Zdaniem jednego z kaszubologów Friedhelma Hinze prace Bilota były bardzo podobne do prac Alojzego Budzisza ze względu między innymi na ich humorystyczny charakter.

## Pokłosie
W 1989 językoznawczyni z Uniwersytetu Gdańskiego Róża Wosiak-Śliwa obroniła pracę doktorską "Kaszubszczyzna pisarzy Jana Bilota i Alojzego Budzisza", napisaną pod kierunkiem Edwarda Brezy.